# Centaurea peucedanifolia
Centaurea peucedanifolia là một loài thực vật có hoa trong họ Cúc. Loài này được Boiss. & Orph. mô tả khoa học đầu tiên năm 1875.